# Чудаки (франшиза)
«Чудаки́» (англ. Jackass) — американская комедийная медиафраншиза, созданная Джеффом Тремейном, Спайком Джонзом и Джонни Ноксвиллом. Она началась с телесериала, который выходил в эфир три сезона на канале MTV с октября 2000 года по август 2001 года. В шоу участвовали девять актёров, которые выполняли трюки и розыгрыши друг друга или публики. В состав команды входили Джонни Ноксвилл, Бэм Марджера, Крис Понтиус, Дэйв Энгланд, Райан Данн, Стив-О, Джейсон «Ви Мэн» Акунья, Эрен Макги и Престон Лейси.
Шоу стало одним из самых популярных на MTV и породило несколько спин-оффов (Viva La Bam, «Дикари», «Квартирный погром» и другие), пять полнометражных фильмов, выпущенных компанией Paramount Pictures, видеоигра и мобильная игра.
Сериал занял 68-е место в списке «Новая телевизионная классика» журнала Entertainment Weekly и занимает значительное место в американской популярной культуре 2000-х годов.
В мае 2022 года стало известно, что Paramount начал работу над перезапуском сериала.

## Телесериал

### Происхождение и подбор актёров
В конце 1990-х годов начинающий актёр и сценарист Джонни Ноксвилл переехал из Ноксвилла в Лос-Анджелес и нашел работу в рекламе, чтобы содержать жену и маленькую дочь. Среди его идей было написать статью, в которой он испытывал бы на себе различные средства самообороны в знак уважения к своему герою, гонзо-журналисту Хантеру С. Томпсону. Журналы, которые связывались с ним, отказывались освещать эту историю из-за соображений ответственности, но в 1999 году с Ноксвиллом связался Big Brother, журналом о скейтбординге, редактором которого был Джефф Тремейн, который убедил Ноксвилла сделать трюк и снять его. В ходе трюка Ноксвилл опробовал перцовый спрей, электрошокер, тазер и пистолет 38 калибра с бронежилетом, что было включено в видеоролик Big Brother под названием «Number Two», в котором также появился будущий актёр Джейсон «Ви Мэн» Акунья. Другими сотрудниками Big Brother в это время были Крис Понтиус и Дэйв Энгланд, которые впоследствии стали частью команды «Чудаков», Дмитрий Еляшкевич, который стал оператором-постановщиком, Рик Косик, который стал оператором, и Шон Кливер, который стал фотографом.
Примерно в это время житель Пенсильвании и профессиональный скейтбордист Бэм Марджера снимал на видео свою семью и друзей, известных как команда CKY (сокращение от Camp Kill Yourself, в переводе с англ. — «Лагерь „Убей себя“»), и выпустил их на кассетах. В видеороликах были показаны трюки, розыгрыши и катание на скейтборде с участием Райана Данна, Брэндона ДиКамилло, Рааба Химселфа, Рэйка Йона и семьи Марджеры — матери Эйприл, отца Фила, дяди Дона Вито и старшего брата Джесса. Как и видео Big Brother, выпуски CKY стали культовым хитом и привлекли внимание Тремейна, который в 2000 году прилетел с Марджерой в Лос-Анджелес и посмотрел второе видео CKY — CKY2K.
Видеоролик убедил Тремейна в том, что команда CKY подойдет для идеи телевизионного шоу трюков и розыгрышей, которое планировали Ноксвилл, Спайк Джонз и он сам. После того как были отсняты демонстрационные кадры и представлены нескольким телеканалам, Saturday Night Live предложила сделать их темой повторяющегося сегмента шоу. Предложение было отклонено, так как в результате тендера между Comedy Central и MTV трое согласились на сделку с последним на получасовое еженедельное шоу и больший творческий контроль. Ноксвилл, Тремейн и Джонз указаны как исполнительные продюсеры. Ван Тоффлер, президент MTV, сказал: «Мы просто знали, что есть кучка болванов, у которых очень высокая терпимость к глупости и боли».
Вскоре после заключения договора с MTV Тремейн обратился к уроженцу Флориды Стиву-О, где тот работал клоуном на блошином рынке, и попросил его снять видео со своими трюками для телешоу, но руководство MTV не одобрило ни одного из них. Для пополнения актёрского состава Энгланд привлек своего друга Эрена Макги, жителя штата Орегон и любителя экстремальных трюков. Престон Лэйси стал последним из тех, кого сейчас считают основным актёрским составом, после того как он и Ноксвилл вместе работали над линией одежды бывшей жены Ноксвилла. Ноксвилл сказал Престону, что он создает новое телешоу, и тот спросил его, может ли он написать несколько идей. Затем Ноксвилл убедил Престона самому выполнять трюки.
Шоу дебютировало 1 октября 2000 года. После выхода в эфир второго эпизода MTV получило самые высокие воскресные рейтинги в своей истории, собрав 2,4 миллиона зрителей среди 12-34-летних, целевой демографической группы.

### Окончание шоу
В интервью Rolling Stone в 2001 году Ноксвилл задался вопросом, как долго может продолжаться шоу на MTV, и вскоре после этого объявил, что сериал закончится после выхода в эфир третьего сезона. Он также выразил недовольство MTV и цензорами, которые с начала второго сезона все чаще делали замечания по поводу того, что можно, а что нельзя показывать в сериале. Кроме того, Стив-О утверждал, что зарплата актёров, выплачиваемая MTV, была мизерной. Из-за проблем с отделом стандартов и практики MTV, а также из-за внезапного ухода Маржеры и команды CKY в середине третьего сезона, команда «Чудаков» не пыталась создать финал, чтобы завершить шоу.

## Противоречия
Во время своего первого выхода в эфир в 2000 году в программе «Чудаки» часто появлялись предупреждения и отказы от ответственности, в которых говорилось, что выполняемые трюки очень опасны и не должны воспроизводиться. Такие предупреждения появлялись не только до и после каждой программы и после каждой рекламной паузы, но и в виде «ползущей» надписи, которая проходила по нижней части экрана во время некоторых особо рискованных трюков, а также в виде логотипа «череп и костыли» в правом нижнем углу экрана, символизирующего рискованность выполняемого трюка. Тем не менее, программу обвинили в ряде смертей и травм, связанных с подростками и детьми, повторяющими трюки.
Вслед за этим сенатор от штата Коннектикут Джо Либерман направил 7 февраля 2001 года письмо материнской компании MTV — Viacom, в котором призвал компанию взять на себя большую ответственность за свои программы и сделать больше для того, чтобы помочь родителям защитить своих детей. В ответ на критику MTV отменило все выпуски «Чудаков» до 10 часов вечера, но постоянная кампания Либермана против шоу привела к тому, что MTV отказалось показывать повторы последующих эпизодов, что возмутило актёров и съемочную группу сериала, которые были в ярости от того, что MTV «уступило требованиям Либермана».
В 2002 году человек из Монтаны по имени Джек Эсс подал в суд на MTV иск на 10 миллионов долларов, утверждая, что шоу плагиатит его имя. Джек Эсс, которого при рождении звали Боб Крафт, сменил свое имя в 1997 году, чтобы привлечь внимание к проблеме вождения в нетрезвом виде, после того как его брат и друг погибли в автокатастрофе.
Мэтт-Диллион Шеннон, 18-летний подросток из Напьера, Новая Зеландия, был приговорен 23 ноября 2012 года к трем годам лишения свободы по обвинению в нанесении тяжких телесных повреждений за то, что в августе 2011 года облил 16-летнего подростка бензином и поджег его. Адвокат Шеннона утверждал, что этот поступок был вдохновлен сериалом «Чудаки», несмотря на то, что ни один подобный трюк никогда не транслировался в сериале.

## Выход на носителях
В декабре 2005 года MTV выпустило трехдисковый набор DVD под названием Jackass: The Box Set. Этот набор содержит не три полных сезона, а три тома основных моментов, по одному на каждый сезон. Каждый том также содержит дополнительные комментарии к различным трюкам. В набор также входит специальный бонусный диск, включающий поездку съемочной группы на ралли Gumball 3000, специальный документальный фильм "Где они сейчас?, выпуск шоу «По домам!» с героями сериала, выступления команды на MTV VMA 2002 и MTV Latin VMA 2002, а также бонусный 48-страничный коллекционный буклет с редкими фотографиями и внутренними историями об истории «Чудаков».
Ещё один сборник трюков из телесериала был выпущен в 2009 году под названием Jackass: The Lost Tapes. Однако, в отличие от набора, это только один DVD. На нем представлены трюки, которые не были показаны в Jackass: The Box Set. В этот DVD вошли такие трюки, как «Тест на самооборону», «Ошейник для оглушения», «Блевотина на одноколесном велосипеде», «Футбол в фастфуде», «Прыжок на роликах», а также оригинальный и спорный трюк «Сатана против Бога». В диск также включены различные бонусы, например, все вступительные ролики к каждому телевизионному эпизоду Jackass, оригинальные титры из каждого телевизионного эпизода, а также внутренний взгляд на сайт jackassworld.com, где представлены различные сценки.
Третий сборник под названием Jackass: The Classic TV Collection был выпущен в 2014 году. Он объединил два предыдущих релиза.

## Спин-оффы и жизнь после «Чудаков»
Когда сериал закончился, многие члены актёрского состава нашли новую работу в кино и на телевидении. Джонни Ноксвилл продолжил карьеру актёра, снявшись в таких фильмах, как ремейк 2004 года «Широко шагая», «Придурки из Хаззарда», «Люди в чёрном 2» и другие.
Бэм Марджера и команда CKY получили собственное спин-офф шоу Viva La Bam, которое следило за Марджерой и его семьей, которые часто становились жертвами розыгрышей команды. С 2004 по 2013 год Бэм и команда также вели радиошоу под названием Radio Bam на радио Sirius. Марджера также участвовал в шоу «Нечестивый союз Бэма», в котором он следил за ним и его невестой Мисси Ротштейн в преддверии их свадьбы, а Брэндон ДиКамилло и Рэйк Йон участвовали в «Бластазоиде», недолговечном шоу о видеоиграх.
Когда шоу Viva La Bam закончилось, Райан Данн, который был частью команды Бэма в Viva La Bam, получил собственное шоу «Квартирный погром», в котором он мстил беспомощным жертвам розыгрышей, ремонтируя комнату шутника в соответствии с первоначальным инцидентом. Шоу просуществовало всего один сезон. 20 июня 2011 года Данн погиб в автокатастрофе за рулем в состоянии алкогольного опьянения в Пенсильвании.
Крис Понтиус и Стив-О также получили свой собственный спин-офф шоу «Дикари». В отличие от «Чудаков» и Viva La Bam, «Дикари» отказалось от формулы розыгрышей, и вместо этого двое путешествовали по миру в поисках диких и экзотических животных. В «Дикарях», снятом режиссёром Джеффом Тремейном, часто появлялись Джонни Ноксвилл и Ви Мэн, а также постоянные гости «Чудаков» Лумис Фолл, Мэнни Пьюиг, Тони Хоук и Мэт Хоффман.
Через год после выхода фильма «Придурки» Стив-О получил новый спин-офф под названием «Доктор Стив-О». Он вышел в 2007 году на канале USA Network. В этом спин-оффе Стив-О выступал в роли доктора, помогающего мужчинам преодолеть их страхи, поэтому Стив-О придумал заголовок: «Превращаем слабаков в мужчин». В каждом эпизоде доктор Стив-О помогал трем разным мужчинам и заставлял их пройти три испытания, чтобы преодолеть свои страхи.
За два дня до выхода фильма «Чудаков 3D» Бэм Марджера и Райан Данн снялись в получасовом телевизионном спецвыпуске под названием «Мировое господство Бэма». В этом спецвыпуске Бэм и Данн вместе со скейтбордистом Тимом О’Коннором участвовали в конкурсе «Крутой парень». Этот специальный выпуск транслировался на канале SpikeTV.
После выхода фильма «Несносный дед» Бэм Марджера создал новый спин-офф под названием Bam’s Bad Ass Game Show, который вышел в эфир на канале TBS в 2014 году. Бэм вместе с Брэндоном Новаком были ведущими этого игрового шоу. Участникам было поручено выполнить ряд трюков, соревнуясь друг с другом, в надежде выиграть главный приз — 10 000 долларов.
Шон «Пупис» Макинерни, один из новых участников «Чудаки навсегда», будет иметь спин-офф под названием «Что нельзя делать», который будет транслироваться на Discovery+.

## Фильмы

### Чудаки (2002)
После того, как шоу прекратило свое существование, актёры воссоединились в 2002 году, чтобы снять то, что, по их мнению, должно было стать завершением «Чудаков» — полнометражную киноверсию шоу. Актёры дали понять, что фильм стал их «прощанием» с поклонниками шоу, а поскольку франшиза приняла формат фильма, актёрам и съемочной группе разрешили обойти цензуру, показав более вульгарные трюки, чем те, что были показаны в телешоу. Несмотря на предыдущие разногласия, MTV Films оказала содействие в распространении фильма.
Фильм, снятый при бюджете всего в 5 миллионов долларов, собрал более 60 миллионов долларов только в США и занял первое место в прокате в дебютные выходные.

### Придурки (2006)
После выхода фильма «Чудаки» режиссёр Джефф Тремейн и остальные актёры считали, что с «Чудаками» покончено и больше не будет никаких проектов в рамках франшизы. Однако во время последнего сезона «Дикарей» Ноксвилл вместе со своими бывшими актёрами Крисом Понтиусом и Стивом-О отправился в различные экспедиции по всему миру. Говорили, что Ноксвилл так далеко зашел во время съемок шоу, что Тремейн отозвал его в сторону и сказал: «Если ты готов пойти на такое, почему бы не собрать всех ребят вместе и не снять ещё один фильм?». Ноксвилл согласился, и после того, как Viva La Bam и «Дикари» закончили свои съемки, весь актёрский состав смог воссоединиться и снять продолжение.
Фильм «Придурки» был выпущен 22 сентября 2006 года, спродюсирован MTV Films и распространен Paramount Pictures. Как и в случае с предшественником, «Придурки» возглавил кассу в дебютные выходные, заработав 29,01 миллиона долларов. В съемках нескольких трюков участвовал дядя Бэма Марджеры Винсент «Дон Вито» Марджеры, но эти кадры были удалены из театрального и DVD-релиза из-за его ареста в августе 2006 года и осуждения по двум пунктам обвинения в сексуальном насилии над несовершеннолетней.
7 сентября 2006 года MTV показало получасовой документальный фильм про фильм «Придурки». На вопрос, означает ли фильм конец «Чудаков», член актёрского состава Стив-О в шутку ответил, что люди, заработавшие деньги на франшизе, все ещё хотят денег, намекая на то, что актёры продолжат франшизу в той или иной форме. В конце документального фильма Джонни Ноксвилл признается, что ему «было трудно остановиться», потому что он «так привязан к выполнению трюков». Оператор Дмитрий Еляшкевич рассказывал, что через несколько недель после съемок Ноксвилл так отчаянно хотел сниматься, что снимал себя, наезжая на уличные знаки, только ради дополнительных кадров.

### Чудаки представляют: трибьют Мэта Хоффмана Ивелу Книвелу (2008)
27 мая 2008 года компания Dickhouse Productions выпустила фильм сразу на DVD. Фильм является данью памяти каскадера Ивела Книвела, который умер 30 ноября 2007 года, за год до выхода фильма.

### Чудаки 3D (2010)
В интервью Ноксвилла газете The Times-Picayune в августе 2009 года, говоря о выздоровлении и реабилитации Стива-О, сказал: «Он относится к трезвости так же, как к наркотикам и алкоголю, я очень горжусь им. Я думаю, что скоро мы увидим его здесь. На самом деле, я знаю, что так и будет». Позже он заявил: «Что-то грядет. Мы очень взволнованы». Позже он добавил: «Я думаю, что в следующем году будет большой год, но я пока не хочу об этом говорить…».
В сентябре 2009 года Марджера сообщил финской газете Iltalehti, что фильм «Чудаки 3» будет сниматься в Монголии, ЮАР и Финляндии, а также в США с января 2010 года. Затем он подтвердил это ещё раз на Radio Bam 21 сентября 2009 года. В начале декабря Ноксвилл подтвердил, что «Чудаки 3» в производстве. В апреле 2010 года на сайте Jackassworld появилось краткое сообщение о «Чудаках 3D», озаглавленное «Начали снимать»: «Спасибо за поддержку в последние два года. Чтобы быть в курсе всех событий, связанных с миром Jackass и Dickhouse (включая находящийся в производстве фильм „Чудаки 3D“), следите за нами на Facebook и Twitter».
Фильм «Чудаки 3D» вышел на экраны американских кинотеатров 15 октября 2010 года. В премьерные выходные фильм собрал около 50 миллионов долларов в 3 081 кинотеатре, превзойдя прогнозы о том, что он заработает 30 миллионов долларов, и побив рекорд самого успешного осеннего открытия, который до этого принадлежал фильму «Очень страшное кино 3».

### Оценки критиков
| Film            | Rotten Tomatoes  | Metacritic    | CinemaScore |
| --------------- | ---------------- | ------------- | ----------- |
| Чудаки          | 49 % (94 ревью)  | 42 (14 ревью) | A−          |
| Придурки        | 64 % (103 ревью) | 66 (23 ревью) | B+          |
| Чудаки 3D       | 65 % (113 ревью) | 56 (23 ревью) | B+          |
| Несносный дед   | 61 % (109 ревью) | 54 (29 ревью) | B           |
| Чудаки навсегда | 86 % (152 ревью) | 74 (39 ревью) | B+          |

## Телешоу

### Jackassworld.com: 24 Hour Takeover (2008)
23 февраля 2008 года телеканал MTV провел специальный выпуск Jackassworld.com: 24 Hour Takeover, приуроченный к официальному запуску сайта Jackassworld.com. Специальный выпуск позволил основным членам команды «Чудаки» на 24 часа захватить MTV и его студии, транслируя новые розыгрыши и трюки, а также отдавая дань памяти каскадеру Ивелу Книвелу, снятому за несколько дней до этого.

### A Tribute to Ryan Dunn (2011)
A Tribute to Ryan Dunn — документальный телефильм, вышедший в эфир 28 ноября 2011 года. В нём рассказывается о жизни Райана Данна, который умер 20 июня 2011 года. В фильме представлены интервью членов семьи Данна, актёров и съемочной группы «Чудаков», а также некоторых членов команды CKY. В этом документальном фильме также были показаны никогда ранее не публиковавшиеся кадры Данна.

### Steve-O: Guilty as Charged (2016)
Steve-O: Guilty as Charged — первый комедийный стендап Стива-О, который вышел 18 марта 2016 года. В нём он исполняет различные трюки перед живой аудиторией в театре в Остине, Техас, а также рассказывает историю своей карьеры.

### Jackass Shark Week (2021)
11 июля 2021 года, во время Недели акул, канал Discovery Channel показал передачу Jackass Shark Week. В нём приняли участие актёры «Чудаков» Джонни Ноксвилл, Стив-О, Крис Понтиус, а также новые участники Шон «Пупис» Макинерни и Джаспер Дельфин. Джефф Тремейн и Трип Тейлор выступили в качестве исполнительных продюсеров, а Дмитрий Еляшкевич — в качестве оператора. В этом эпизоде «Недели акул» впервые в истории шоу кого-то укусили. Понтиус на своей странице на Cameo сказал, что они могут сделать ещё один специальный выпуск Jackass Shark Week.

## Другие медиа

### Документальные фильмы

#### Придурки 2.5 (2007)
5 сентября 2007 года Бэм Марджера на шоу Говарда Стерна объявил о выпуске «Придурков 2.5», сборного DVD с трюками, которые не попали в фильм «Придурки». DVD был выпущен 26 декабря 2007 года.

#### Чудаки 3.5 (2011)
Фильм «Чудаки 3.5» был выпущен в июне 2011 года с неиспользованным материалом, снятым во время съемок фильма «Чудаки 3D». Первый трейлер был выпущен в Интернете 27 января 2011 года, а полнометражный фильм вышел на стриминговых сервисах и DVD 14 июня 2011 года, также весь фильм транслировался еженедельными отрывками на Joost, начиная с 1 апреля 2011 года.

### Видеоигры

#### Jackass: The Game (2007)
Игра Jackass: The Game была выпущена 24 сентября 2007 года. Она была разработана по лицензии Sidhe Interactive в Веллингтоне, Новая Зеландия, для PlayStation 2, PlayStation Portable и Nintendo DS. Впервые игра была показана на выставке E3 2006 года за закрытыми дверями. В комментарии к фильму «Придурки» упоминается, что трюк, в котором несколько участников получают удар по лицу пружинной боксерской перчаткой, спрятанной за фальшивой валентинкой на стене, был сделан после съемок рекламного ролика видеоигры. Джонни Ноксвилл и другие члены команды «Чудаков» также предоставили разработчику идеи трюков, основанные на неиспользованных трюках из шоу. Трейлер и обложка игры были опубликованы в июне 2007 года на официальном сайте игры. Все главные персонажи шоу были представлены в качестве играбельных, за исключением Бэма Марджеры, который по контракту с Neversoft был обязан появляться во франшизе Tony Hawk’s, из-за чего не мог появиться ни в одной другой видеоигре.

#### Jackass Human Slingshot (2022)
Jackass Human Slingshot — это мобильная игра, доступная на Android и iOS, которая была выпущена 20 января 2022 года. В этой игре вы играете за Джонни Ноксвилла и запускаете его из рогатки, чтобы получить как можно больше повреждений для прогресса. Игра была разработана компанией BBTV Interactive.

## Актёрский состав

### Основные актёры
- Джейсон «Ви Мэн» Акунья
- Райан Данн (ум. 2011)
- Джонни Ноксвилл
- Дэйв Ингленд
- Престон Лэйси
- Эрен Макгихи
- Бэм Марджера
- Крис Понтиус
- Стив-О

### Второстепенные участники
- Брэндон Дикамилло
- Лумис Фолл
- Стефани Хоудж
- Рэйк Йон
- Крис Рааб
- Фил Марджера
- Эйприл Марджера
- Джесс Марджера
- Винсент «Дон Вито» Марджера
- Мэнни Пьюиг
- Крис Ниратко
- Эрик Костон

### Команда
- Джефф Тремейн — создатель, режиссёр
- Спайк Джонз — создатель
- Дмитрий Еляшкевич — продюсер, оператор
- Рик Косик — главный оператор
- Нэйт Голтни — оператор
- Грег «Гуч» Масао Игути — оператор
- Шон Кливер — продюсер

### Приглашённые гости
- Тони Хоук — про-скейтер; исполнял «кольцо» с Бэмом Маргерой
- Мэт Хоффман — профессиональный bmx-райдер, участвовал в «кольце», также появился в «Jackass The Movie» во время сцены «Clipper Cam».
- Брэд Питт — участвовал в сценах «Abduction» и «Night Monkey 2».
- Шакил О’Нил — участвовал в одной сцене, в которой Писающий мальчик и Стив-О снимали видеоклип.
- CKY — ударник Джесс Марджера появился в нескольких эпизодах. Джесс и Дерон Миллер будят Фила в сцене «heavy metal alarm clock».
- Fatlip — скользит вниз по эскалатору.
- Руби Вэкс и Максимиллион Купер — Gumball Rally
- Пафф Дэдди — бьёт пощёчину Бэму и исполняет интро «Я Джонни Ноксвилл, добро пожаловать к Чудакам».
- Куинтон Джексон — даёт советы Райану Данну в сцене, где Данн быстро проигрывает бой практически получив нокаут.
- Дэвон Сон — в сцене «carpet skating».
- Вилле Вало — фронтмен группы HIM, участвовал в «Jackass: Number Two» и 4-х эпизодах шоу «Viva La Bam».
- Бритни Спирс — в сцене «туалет на тарзанке».